# (100497) 1996 XB
(100497) 1996 XB es un asteroide perteneciente al cinturón de asteroides, descubierto el 1 de diciembre de 1996 por Paul G. Comba desde el Observatorio de Prescott, Arizona, Estados Unidos.

## Designación y nombre
Designado provisionalmente como 1996 XB.

## Características orbitales
1996 XB está situado a una distancia media del Sol de 3,133 ua, pudiendo alejarse hasta 3,467 ua y acercarse hasta 2,800 ua. Su excentricidad es 0,106 y la inclinación orbital 2,342 grados. Emplea 2026 días en completar una órbita alrededor del Sol.

## Características físicas
La magnitud absoluta de 1996 XB es 15,2.